# Église Saint-Maurice de Cuffy
L'église Saint-Maurice est une église catholique située sur la commune de Cuffy, dans le département du Cher, en France.

## Historique
L'édifice est classé au titre des monuments historiques en 1911.